# Cyperus soongoricus
Cyperus soongoricus är en halvgräsart som beskrevs av Grigorij Silych Karelin och Ivan Petrovich Kirilov. Cyperus soongoricus ingår i släktet papyrusar, och familjen halvgräs. Inga underarter finns listade i Catalogue of Life.